# Mazuna
Mazuna (em árabe: مازونة) é uma comuna localizada na província de Relizane, Argélia. De acordo com o censo de 2008, a população total da cidade era de 26 044 habitantes.